# Driveclub
Driveclub és un videojoc de carreres creat per la PlayStation 4, desenvolupat per Evolution Studios i publicat per Sony Computer Entertainment. Driveclub va anar oficialment anunciat durant la conferència de premsa de PlayStation 4 el 20 de febrer de 2013. El joc va ser llançat a l'octubre de 2014.

## Edició PlayStation Plus
Els usuaris de PlayStation Plus poden descarregar una edició exclusiva de Driveclub, de manera gratuïta. Inclou totes les maneres de joc i les funcions online de la versió física, però té un nombre limitat de cotxes per al jugador. L'edició de Playstation Plus es va crear originalment per ser llançada en la mateixa data que la versió física de Driveclub, però es va retardar per facilitar la càrrega i el tràfic dels servidors.james007bond

## Banda sonora
La banda sonora oficial del joc va ser produïda per Hybrid. Va ser llançada en iTunes el 7 d'octubre i inclou remixes de Noisia, Black Sun Empire i DJ Shadow.

## Cotxes disponibles

### Compactes
- Audi A1 quattro
- Mini John Cooper Works GP
- Renault Clio RS
- Volkswagen Golf GTI
- Volkswagen Beetle GSR
- Renault Mégane R.S 275 Trophy-R
- Profunda Civic Type-r 2015

### Esportius
- Audi RS5
- Audi TT RS Plus
- Bentley Continental GT V8
- BMW M135i
- BMW M235i
- Lotus Evora Sports Racer
- Mercedes Benz CLA 45 AMG
- Mercedes Benz A45 AMG
- Renault DeZir
- Nissan 370Z Nismo

### Performance
- Alfa Romeo 4C
- Aston Martin Vanquish
- Aston Martin V12 Zagato
- Audi RS6 Avant
- Bentley Continental GT Speed
- BMW M3 GTS
- BMW M5
- Ferrari Califòrnia
- Ferrari FF
- Lotus Exigeix S
- Maserati Gran Turisme MC Stradale
- Mercedes-Benz C63 AMG Coup Black Sèries
- Mercedes Benz SL65 AMG 45th Anniversary Edition
- RUF RGT 8
- Spyker C8 Aileron
- Jaguar F-TYPE R
- Mercedes-AMG GT
- BMW M4
- Nissan MY15 GT-R
- Dodge Charger SRT8
- Volkswagen GTI Design Vision
- Mercès-AMG S 65 Coupé
- Corvette C7 Stingray
- Chevrolet Corvette Z06 Centennial Edition
- Nissan Skyline GT-R R34 V-Spec II
- Caterham R500 Superlight
- Citroën Survolt
- Peugeot EX1 Concept
- Jaguar XKR-S
- Chevrolet Camaro ZL1
- Dodge Challenger SRT8 392

### Superdeportivos
- Aston Martin V12 Vantage S
- Aston Martin One 77
- Ariel Atom 500 V8
- Audi R8 V10 Plus
- BAC Mico
- Ferrari 458 Itàlia
- Ferrari F12berlinetta
- Ferrari 599 GTO
- Ferrari 430 Scuderia
- Icona Vulcà
- KTM X-Bow
- Marussia B2
- McLaren 12C
- Mercedes Benz SLS AMG Coupe Black Sèries
- Mercedes Benz SLS AMG Coupé Electric Drive
- RUF RT12 R
- Renault Twin'Run
- Savage Rivale GTR-S
- GTA Spano
- SRT Viper GTS
- Ferrari 458 Speciale
- Ferrari 488 GTB
- Ferrari F40
- Ferrari F50
- Mazzanti Evantra
- Renault R.S 01
- Lamborghini Aventador LP720-4 50° Anniversario
- Caterham SP/300.R
- Lamborghini Diable
- VUHL 05
- McLaren 650S
- McLaren 570S
- Nissan GT-R NISMO
- Corvette ZR1 Centennial Edition
- Lamborghini Ratapinyada LP 670-4 SV

### Hiperdeportivos
- Ferrari LaFerrari
- Gumpert Apollo Enraged
- Hennessey Venom GT
- Koenigsegg Agera R
- McLaren P1
- Pagani Huayra
- Pagani Zonda R
- Rimac Concept_One
- RUF CTR3 Clubsport
- Lamborghini Verí
- Koenigsegg One:1
- Ferrari Enzo
- Mclaren P1 GTR
- Ferrari FXX K
- Mclaren F1 LM
- Lykan HyperSport
- Lamborghini Sesto Element
- Peugeot Onix
- Ferrari FXX
- Jaguar C-X75
- Ferrari 599XX Evoluzione
- Jaguar XJ220
- Koenigsegg Regera